# Би Джи Дъ Принс ъф Рап
Бърнард Грийн (на английски: Bernard Greene), известен с псевдонима B.G. The Prince Of Rap, е американски евроденс и хип-хоп изпълнител, роден във Вашингтон, Окръг Колумбия.
След като завършва гимназия, той постъпва на служба в американската армия. През 1985 г. Бърнард е командирован във Франкфурт, Германия, където започва да се занимава с музика. Едни от популярните хитове на B.G. The Prince Of Rap са „This Beat Is Hot“ („Този ритъм е горещ“), „The Colour of My Dreams“ („Цветът на моите сънища“) и „The Power of Rhythm“ („Силата на ритъма“).
Умира на 21 януари 2023 година във Висбаден на 57 години от рак на простата, от която страда в последните години.

## Дискография

### Албуми
- „The Power of Rhythm“ – 1991 г.
- „The Time Is Now“ – 1994 г.
- „Get The Groove On“ – 1996 г.

### Сингли
- „Rap to The World“ – 1990 г.
- „Give Me to The Music“ – 1991 г.
- „Take Control of The Party“ – 1991 г.
- „This Beat Is Hot“ – 1991 г.
- „The Power of Rhythm“ – 1992 г.
- „Can We Get Enough“ – 1993 г.
- „Rock A Bit“ – 1994 г.
- „The Colour of My Dreams“ – 1994 г.
- „The Time Is Now“ – 1994 г.
- „Can't Love You“ – 1995 г.
- „Jump to This (Allnight)“ – 1996 г.
- „Stomp“ – 1996 г.
- „Take Me Through The Night“ – 1996 г.
- „Bad Boy“ – 2004 г.